# Атеш-кылыч
Атеш-кылыч (тур. ateş kılıç — «огненная сабля») — разновидность сабли типа шамшир, имевшая хождение в Иране и Турции в XVIII—XIX веках.
Основным отличием подобных сабель был волнистый клинок. «Волны» на разных саблях отличались по форме и размерам, могли быть расположены только на лезвии, только на обухе, или на лезвии и на обухе. Зазубрины повышали режущие свойства оружия, усиливали наносимые повреждения, а также выполняли декоративную функцию. Клинки сабель атеш-кылыч по форме соответствовали клинкам шамширов, отличались значительной кривизной, причём максимальный изгиб был на уровне одной трети клинка от острия. «Волны», как правило, к острию несколько уменьшались и учащались. Клинки в некоторых случаях могли снабжаться долами и украшаться золотой и серебряной насечкой.
Сабли атеш-кылыч, имевшие хождение в Турции, могли быть как иранскими, так и местными. Иранские клинки ковались из низших или средних сортов булатной стали. Рукояти персидского типа могли изготавливаться из дерева, рога, кости, и обматываться металлической проволокой. Ножны персидского типа могли дополняться турецкими декоративными элементами — украшенными пластинками. Крестовины могли быть стальными или медными. Атеш-кылычи турецкой монтировки отличались бронзовыми крестовинами, рукоятями турецкой формы из светлого рога, с отверстием для темляка, с медными окладами.